# 1385 Gelria
Az 1385 Gelria (ideiglenes jelöléssel 1935 MJ) a Naprendszer kisbolygóövében található aszteroida. Hendrik van Gent fedezte fel 1935. május 24-én, Johannesburgban.